# 瓦卡奇區
瓦卡奇區（西班牙語：Distrito de Huacachi），是秘魯的一個區，位於該國北部安卡什大區的瓦里省，始建於1901年10月14日，面積86.7平方公里，海拔高度3,509米，2005年人口2,170，人口密度為每平方公里25人。